# Філіпов Микола Віталійович
Мико́ла Віта́лійович Філі́пов — сержант Збройних сил України, учасник російсько-української війни.

## З життєпису
В часі війни та станом на лютий 2017-го — командир відділення евакуаційного взводу, 92-га бригада.

## Нагороди
За особисту мужність і героїзм, виявлені у захисті державного суверенітету та територіальної цілісності України, вірність військовій присязі під час бойових дій та при виконанні службових обов'язків, відзначений — нагороджений
- 13 серпня 2015 року — орденом «За мужність» III ступеня.